# De Biesboschzwemmers
De Biesboschzwemmers is de zwemvereniging uit Werkendam. De vereniging is opgericht op 20 mei 1968. 
De vereniging is lid van de KNZB en behoort tot de kring Noord-Brabant. Kring Noord-Brabant, Limburg en Zeeland vormen samen District 5. De Biesboschzwemmers komen sinds het seizoen 2013-2014 uit in de Landelijke C-klasse. De seizoenen daarvoor waren de Biesboschzwemmers te vinden in de 1e klasse van District 5.
In de zomerperiode wordt er getraind in het Werkendamse buitenzwembad 'Werkina'. De trainingen in de periode september tot en met april vinden plaats in binnenzwembad Aqua Altena  in Andel, De Warande in Oosterhout en het Caribabad in Gorinchem.